# Ronan Finn
Ronan Michael Finn (Dublino, 21 dicembre 1987) è un calciatore irlandese, centrocampista dell'UCD.

## Carriera

### Club
Ha giocato nella prima divisione irlandese.

### Nazionale
Nel 2007 ha giocato una partita nella nazionale irlandese Under-21.

## Palmarès

### Club

#### Competizioni nazionali
- Campionato irlandese: 6

Shamrock Rovers: 2011, 2020, 2021, 2022
Dundalk: 2015, 2016
- Coppa d'Irlanda: 2

Dundalk: 2015
Shamrock Rovers: 2019
- Coppa di Lega irlandese: 1

Shamrock Rovers: 2013
- Supercoppa d'Irlanda: 2

Dundalk: 2015
Shamrock Rovers: 2022